# Ceremonia ceaiului
O ceremonie a ceaiului este o formă ritualizată de preparare a ceaiului practicată în cultura asiatică de chinezi, coreeni, japonezi, indieni, vietnamezi și taiwanezi. Ceremonia ceaiului, tradusă literalmente drept „calea ceaiului” în japoneză, „eticheta ceaiului” sau „ritualul ceaiului” în coreeană și „arta ceaiului” în chineză, este o activitate culturală care implică prepararea și prezentarea ceremonială a ceaiului. Ceremonia japoneză a ceaiului este mai bine cunoscută și a fost influențată de cultura ceaiului chinezesc în epocile antică și medievală, începând din secolul al IX-lea, atunci când ceaiul a fost introdus pentru prima dată în Japonia din China. Ceremonia vietnameză a ceaiului, influențată, de asemenea, de ceremonia chineză, este practicată numai în timpul nunților și al altor ritualuri religioase. În ceremoniile ceaiului există și este folosit un întreg set de ritualuri, instrumente, gesturi etc. Toate aceste ritualuri și ceremonii ale ceaiului reprezintă „o adorație a frumosului printre faptele sordide din viața de zi cu zi”, precum și acte de rafinament, de spiritualizare a trăirilor, de smerenie, de înfrânare și de simplitate „ca toate artele care implică extraordinarul, artificialitatea artistică, abstractitatea, simbolismul și formalismul” într-o măsură sau alta.
La un nivel foarte de bază, ceremoniile ceaiului sunt moduri formalizate de preparare a ceaiului, într-un proces care a fost rafinat în cursul timpului pentru a oferi cel mai bun gust. Printre documentele istorice cu privire la acest subiect se numără monografia Chajing („Cartea clasică a ceaiului”) din secolul al VIII-lea și cartea Dà guān chá lùn („Tratatul despre ceai”) din secolul al XII-lea.

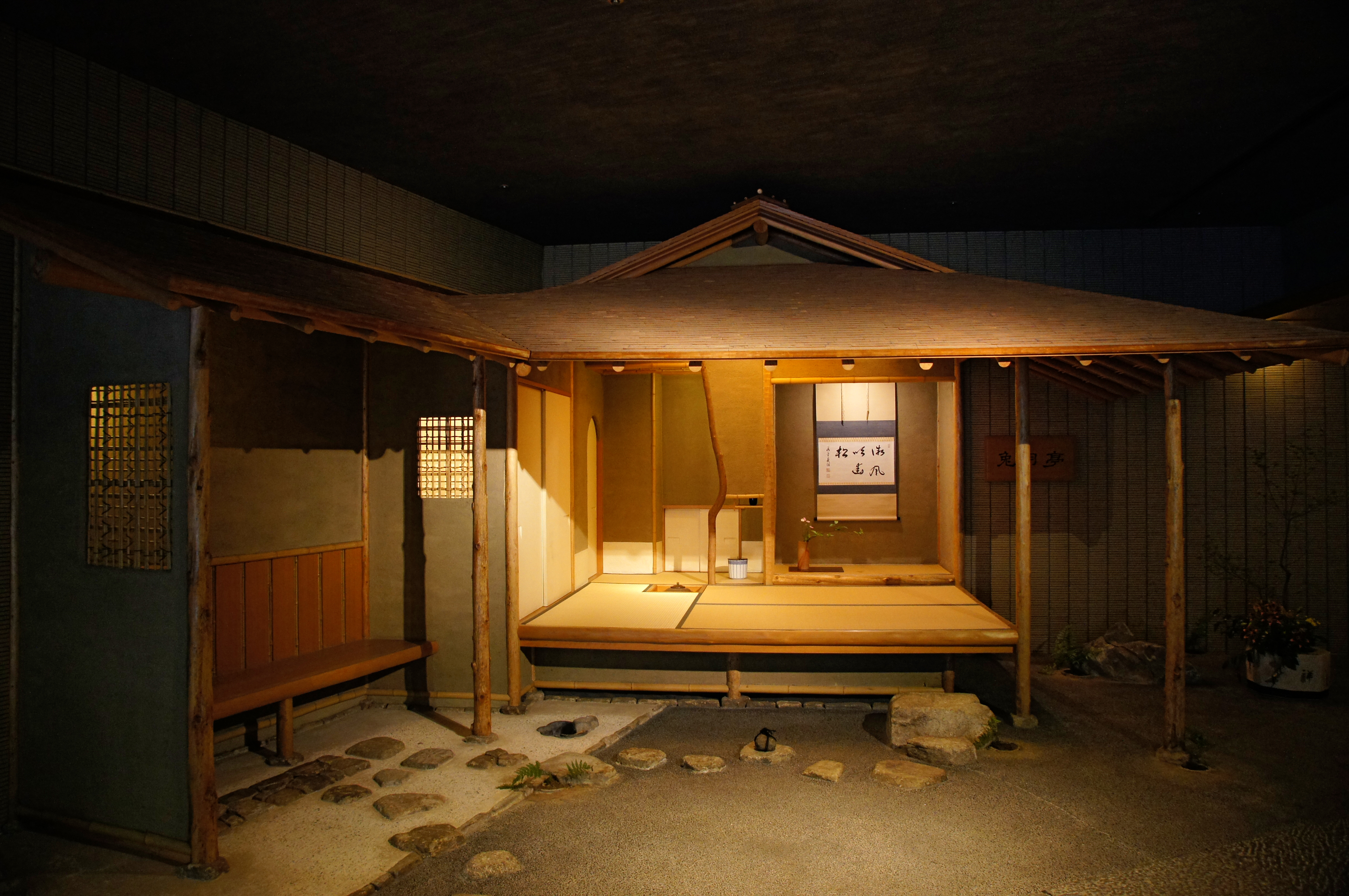
Interiorul unei camere pentru servirea ceaiului

## Scopul metafizic al ceremoniei ceaiului

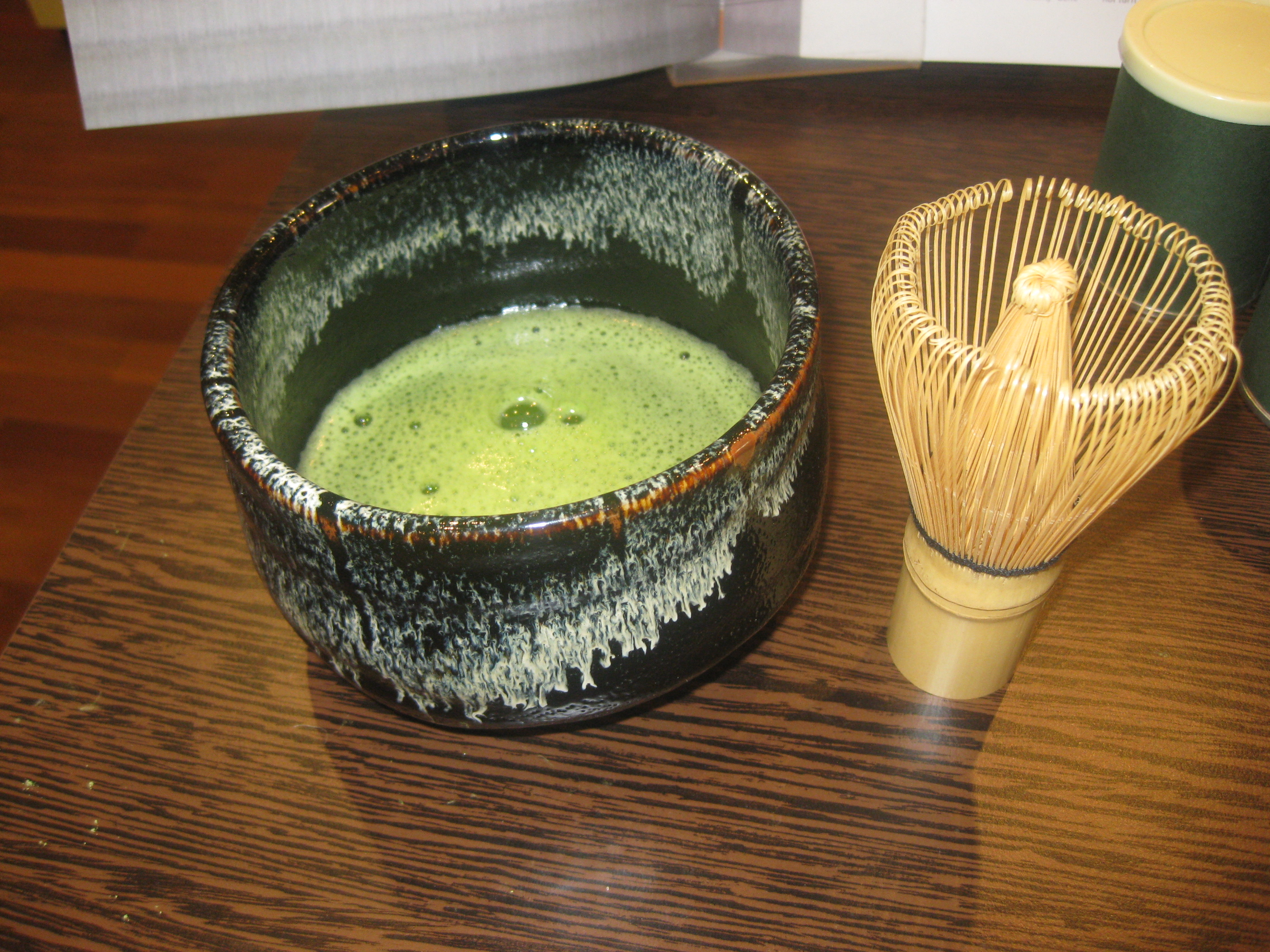
Ceai verde matcha

În Japonia, ceremonia ceaiului este un amestec a două principii: sabi și wabi. „Wabi” se referă la experiențele interioare sau spirituale ale vieții umane. El avea inițial sensul de rafinament, indica o savoare subtilă „caracterizată prin smerenie, înfrânare, simplitate, naturalism, profunzime, imperfecțiune și asimetrie”, „scotea în evidență spațiile arhitecturale și obiectele simple și neîmpodobite și celebra frumusețea suavă pe care timpul și îngrijirea le conferă materialelor”. „Sabi” reprezintă, pe de altă parte, imperfecțiunea exterioară sau materială a vieții, precum și natura originală a lucrurilor. Budismul zen a influențat într-o anumită măsură dezvoltarea ceremoniei ceaiului. Ceremonia japoneză a ceaiului a devenit o „practică transformatoare” și a început să-și dezvolte propria sa estetică, în special cea a principiilor „sabi” și „wabi”. Înțelegerea golului sufletesc a fost considerată cel mai eficient mijloc de trezire spirituală, în timp ce acceptarea imperfecțiunii a fost privită ca un mod de a reaminti oamenilor că trebuie să-și prețuiască eul lor neșlefuit, aici și acum - primul pas către „satori” sau iluminare. Băutul ceaiului este utilizat ca stimulent al meditației sau al prezicerii, în scopuri ceremoniale și în exprimarea artistică.

## Obiceiuri din alte regiuni
Obiceiuri asemănătoare cu privire la băutul ceaiului există în întreaga lume. Unul dintre cele mai cunoscute obiceiuri europene era ritualul ceaiului de după amiază din Anglia victoriană, care a devenit un eveniment social, în care comportamentul social aristocratic și demonstrarea manierelor elegante de folosire a tacâmurilor erau la fel de importante ca băutura în sine. Ceaiul din epoca victoriană a fost influențat, de asemenea, de cultura ceaiului indian, în ceea ce privește alegerea soiurilor de ceai. Cultura americană a ceaiului are rădăcini care datează din perioada colonizării olandeze a Americii. În colonii, ceaiurile erau servite din boluri ceramice rafinate prin site de argint în cești fine de porțelan. În ultimii ani s-a manifestat în America o creștere a interesului pentru ceaiurile fine, în principal datorită eliminării de către China a interdicției exporturilor în 1971. Începând din anii 1920 americanii puteau importa doar cantități mici de ceai indian și de ceai chinezesc.

## Ceainării și grădini de ceai

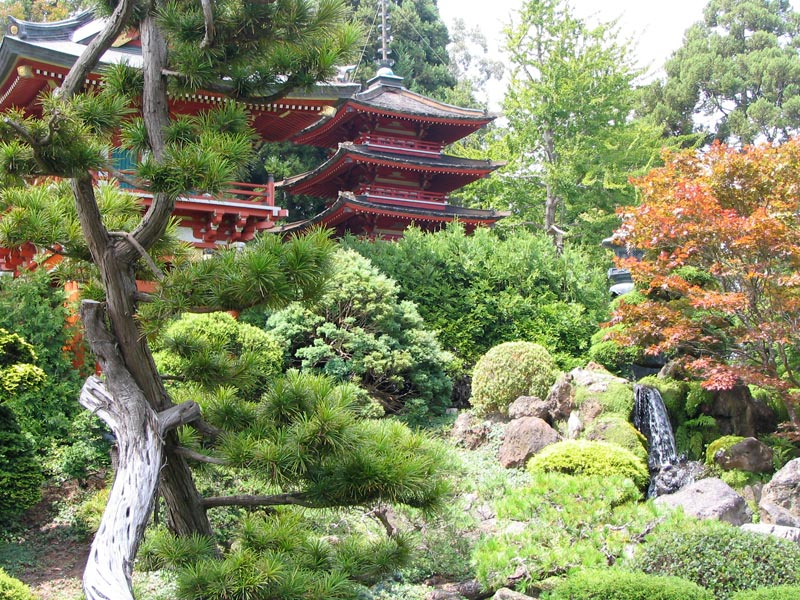
O grădină japoneză de ceai

În tradiția japoneză o ceainărie se referă în mod obișnuit la o construcție particulară concepută pentru organizarea unor ceremonii japoneze ale ceaiului. Această construcție și în special camera unde are loc ceremonia ceaiului se numește  (茶室 chashitsu?, literal „cameră pentru ceai”). Spațiul arhitectural numit chashitsu a fost creat atât în scop practic, cât mai ales în scop estetic.
Grădina de ceai (numită roji) a fost creată în epoca Muromachi (1333-1573) și în epoca Momoyama (1573-1600) ca un spațiu pentru ceremonia japoneză a ceaiului (chanoyu). Ea inspiră vizitatorul la meditație, pregătindu-l sufletește pentru ceremonie. Există o grădină exterioară, cu o poartă și un pavilion acoperit, unde oaspeții așteaptă invitația de a intra. Ei trec apoi printr-o altă poartă către grădina interioară, unde se spală pe mâini și își clătesc gura, ca la intrarea într-un altar șintoist, înainte de a intra în ceainărie. Poteca este menținută mereu umedă și verde pentru a semăna cu o potecă montană îndepărtată și nu există flori strălucitoare care să distragă vizitatorul de la meditația sa. Primele ceainării nu aveau ferestre, dar ceainăriile amenajate ulterior au un perete culisant care poate fi deschis pentru a obține o vedere spre grădină.
În China o ceainărie (茶館, cháguăn sau 茶屋, cháwū) este în mod tradițional asemănătoare cu o cafenea, dar oferă ceai și nu cafea. Oamenii se adună în ceainării pentru a discuta, a socializa și a savura ceaiul, în timp ce persoanele mai tinere se întâlnesc adesea în ceainării pentru întâlniri amoroase. Ceainăria în stil Guangdong (cantonez) este deosebit de renumită în afara Chinei.
Ceremonia coreeană a ceaiului se caracterizează printr-o coerență naturală și simplă, cu mai puține ritualuri formale, cu o mai mare libertate de relaxare și cu mai multă creativitate în ceea ce privește soiurile de ceaiuri, modurile de servire a acestora și conversațiile purtate cu acest prilej. Această formalizare mai redusă determină o varietate mai largă a arhitecturii ceainăriilor, a intrărilor în grădinile de ceai, a soiurilor de ceai utilizate, precum și variații regionale în alegerea ceaiului, în alegerea prăjiturilor, a biscuiților și a gustărilor, variații sezoniere și temporale și o ambianță acustică și vizuală neunitară a ceainăriilor coreene.

Ceainării
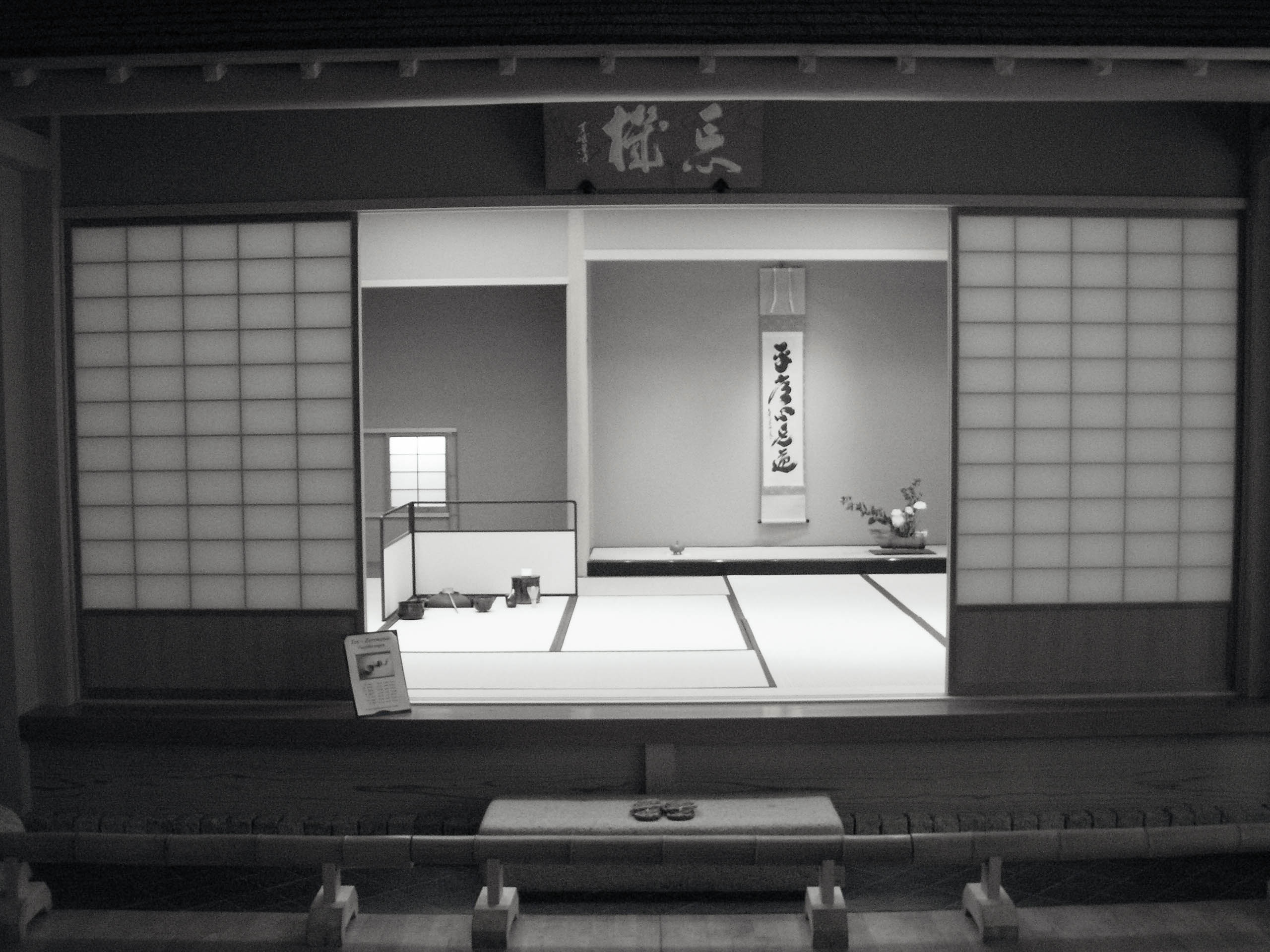
O ceainărie japoneză în Muzeul de Artă Asiatică din Berlin, Germania
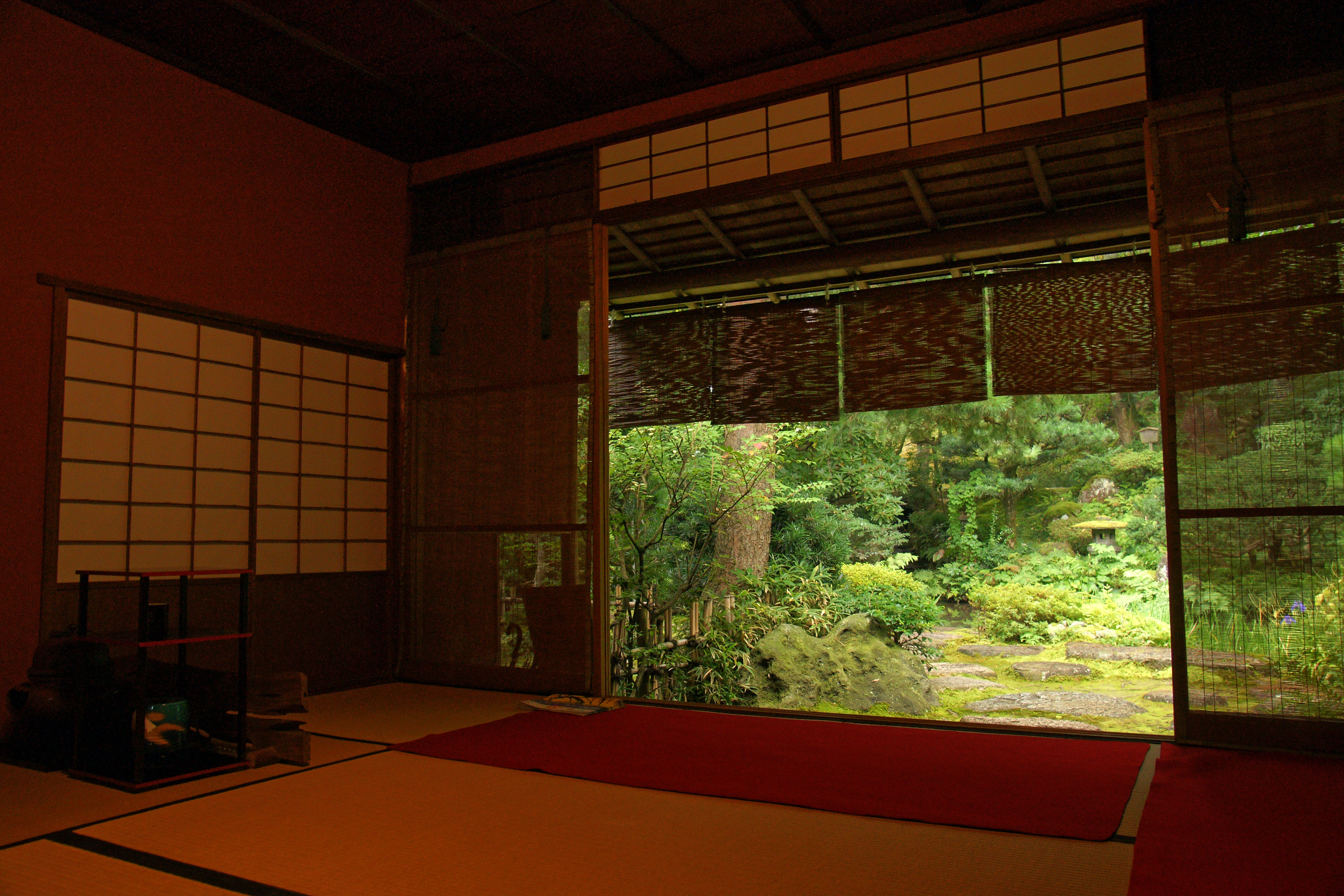
Gyokusenen în Kanazawa, prefectura Ishikawa, Japonia
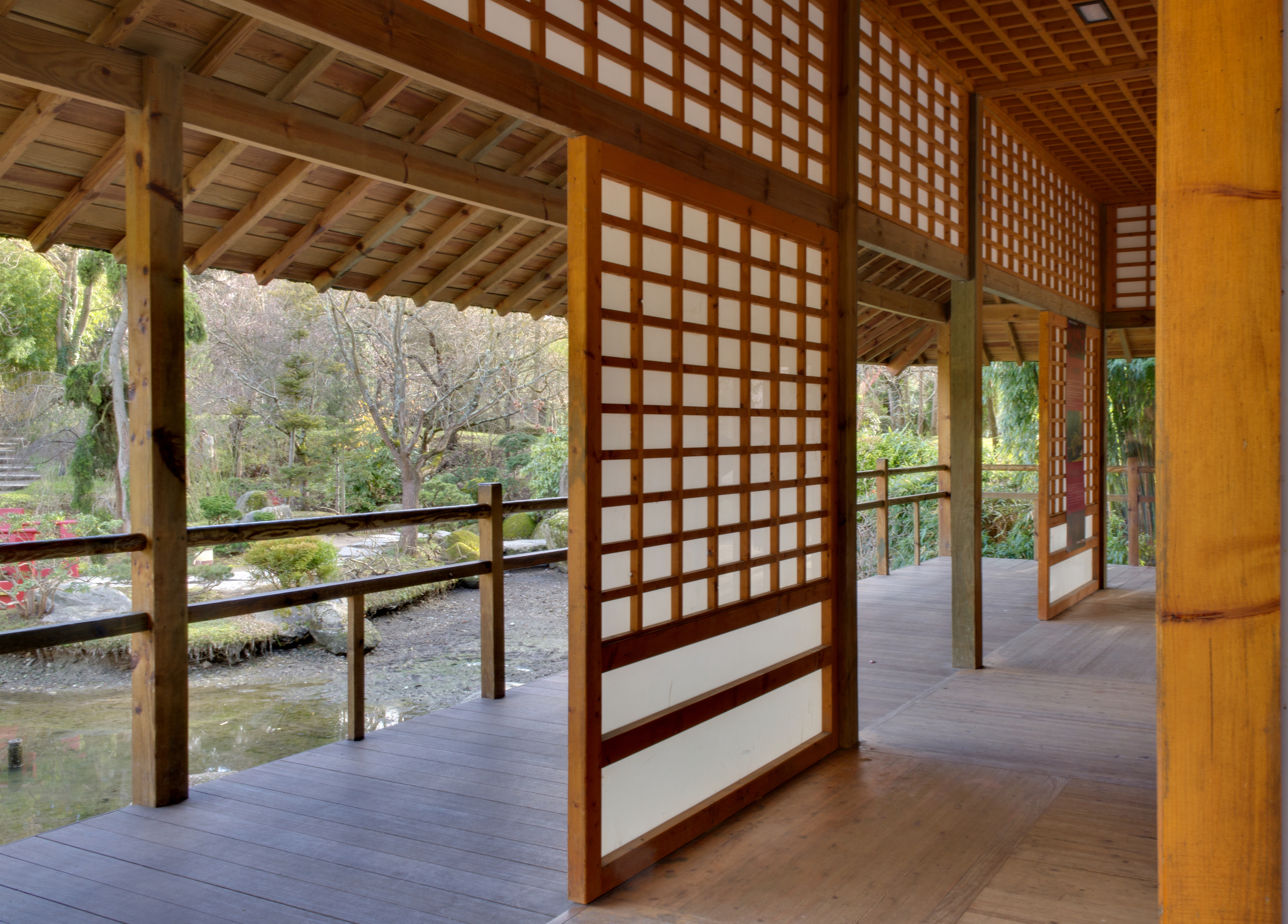
Interiorul unei ceainării în stil japonez în grădina japoneză din Toulouse
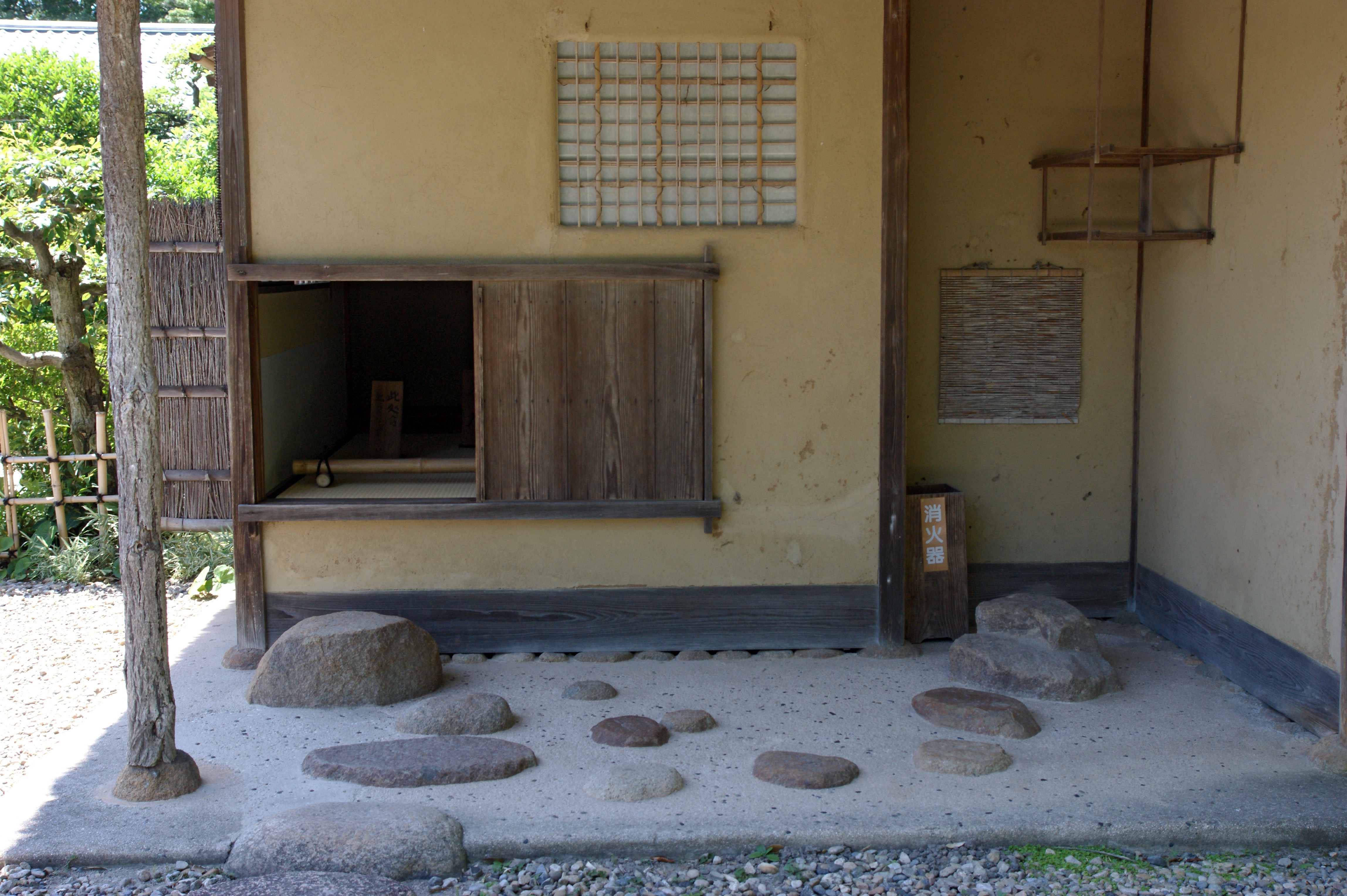
Meimeian în Matsue, prefectura Shimane, Japonia
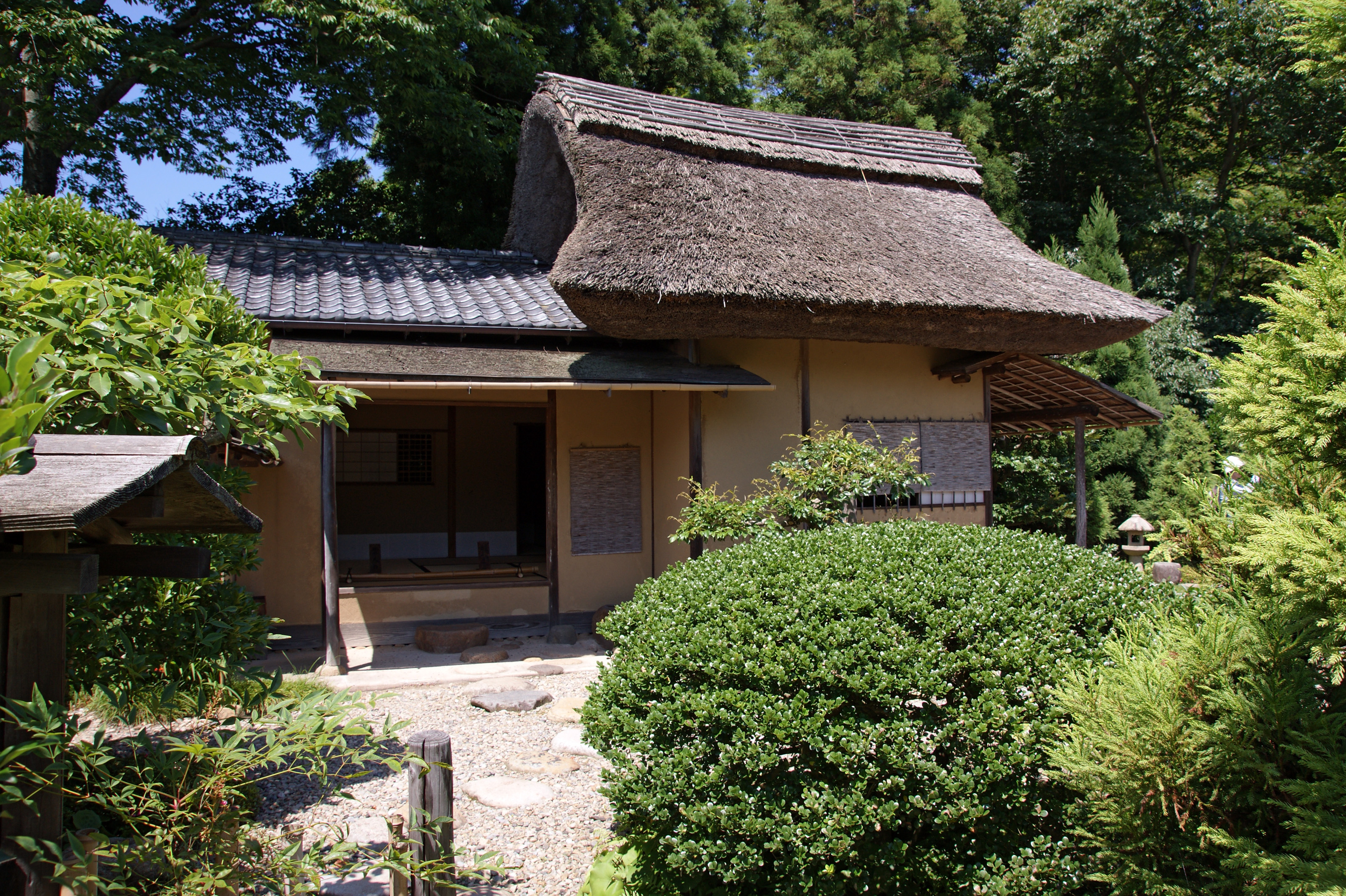
Meimeian în Matsue, prefectura Shimane, Japonia
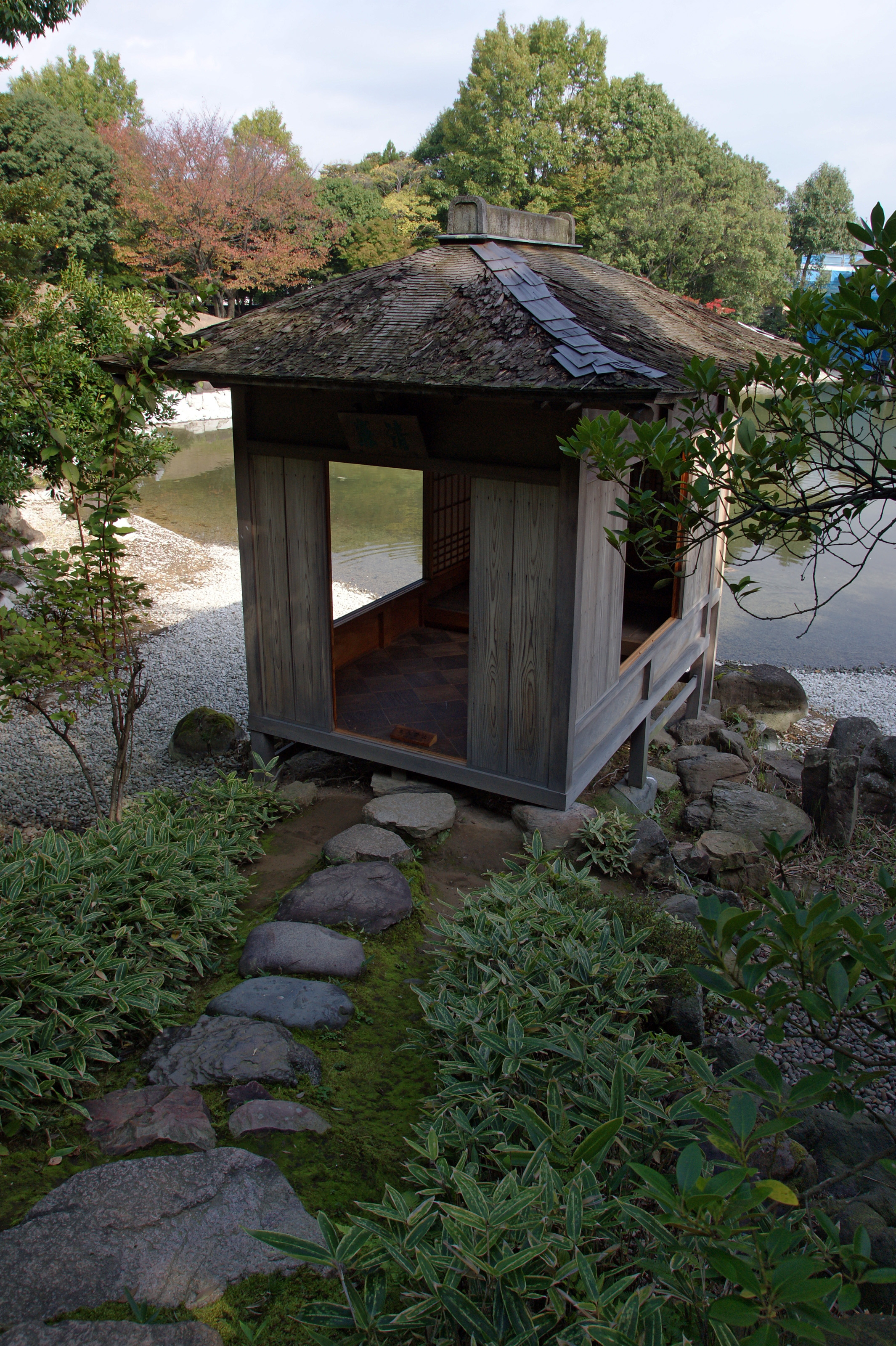
Grădina Youkoukan, Japonia
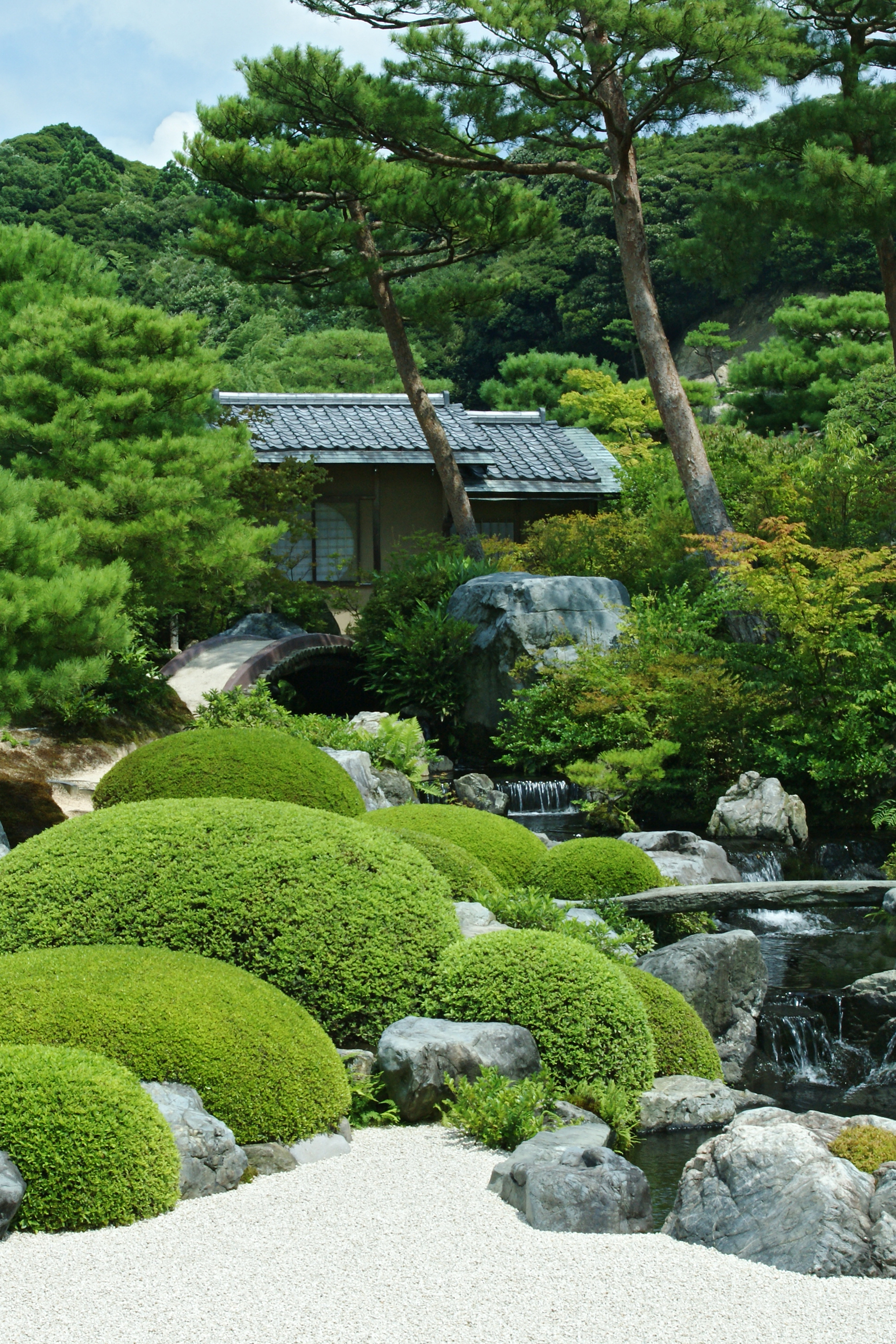
Ceainărie la Muzeul de Artă Adachi din Yasugi, Japonia

## Vezi și
- Ceremonia japoneză a ceaiului